# 제프 맥
제프 맥(영어: Geoff Mack, 본명(本名)은 앨버트 제프리 매켈리니(Albert Geoffrey McElhinney), 1922년 12월 20일 ~ 2017년 7월 21일)은 오스트레일리아의 컨트리 음악 싱어송라이터이다.

## 생애

### 음악가 활동
1944년에 기타리스트 첫 데뷔하였고 이듬해 1945년에 가수 정식 데뷔한 그는 오스트레일리아의 컨트리 음악 가수 1세대로 일컬어지기도 하는 대중음악가이다.
그는 1969년 러키 스타(Lucky Starr)와 동반하여 미국 공연을 성황리에 마치던 당시 컨트리 음악 싱어송라이터 행크 스노(Hank Snow)와 서로 악수를 나누는 영광을 얻기도 하였다.

## 유명세
그는 보통적으로 대한민국 국내에서는 《I've been everywhere》라는 노래 작품의 오리지널 원곡 작품을 작사 및 작곡하여 1959년 당시 러키 스타(Lucky Starr)라는 가수한테 선사한 가수로 널리 잘 알려져 있다. 그에 아울러 오스트레일리아 록 밴드 뉴 월드(New World)의 《Living next door to Alice》라는 노래 작품을 리메이크한 가수로도 널리 잘 알려져 있다. 특히 그가 리메이크한 《Living next door to Alice》라는 노래 작품은 영국 록 밴드 스모키(Smokie)도 리메이크하며 월드 빅 히트를 기록하였다.